# Шугарлоуф (Колорадо)
Шугарлоуф (англ. Sugarloaf) — переписна місцевість (CDP) в США, в окрузі Боулдер штату Колорадо. Населення — 274 особи (2020).

## Географія
Шугарлоуф розташований за координатами 40°1′8″ пн. ш. 105°24′28″ зх. д. / 40.01889° пн. ш. 105.40778° зх. д. (40.018875, -105.407669).  За даними Бюро перепису населення США в 2010 році переписна місцевість мала площу 5,64 км², уся площа — суходіл.

### Клімат
Громада знаходиться у зоні, котра характеризується континентальним субарктичним кліматом. Найтепліший місяць — липень із середньою температурою 13.3 °C (56 °F). Найхолодніший місяць — січень, із середньою температурою -8.7 °С (16.3 °F).
| Клімат Шугарлоуфа       | Клімат Шугарлоуфа | Клімат Шугарлоуфа | Клімат Шугарлоуфа | Клімат Шугарлоуфа | Клімат Шугарлоуфа | Клімат Шугарлоуфа | Клімат Шугарлоуфа | Клімат Шугарлоуфа | Клімат Шугарлоуфа | Клімат Шугарлоуфа | Клімат Шугарлоуфа | Клімат Шугарлоуфа | Клімат Шугарлоуфа |
| Показник                | Січ.              | Лют.              | Бер.              | Квіт.             | Трав.             | Черв.             | Лип.              | Серп.             | Вер.              | Жовт.             | Лист.             | Груд.             | Рік               |
| Абсолютний максимум, °C | 15                | 12,8              | 15,6              | 23,3              | 26,1              | 32,2              | 35                | 36,1              | 31,1              | 25,6              | 20                | 15,6              | 36,1              |
| Середній максимум, °C   | −0,8              | 0                 | 2,9               | 6,7               | 12,4              | 18,8              | 22,2              | 20,8              | 16,9              | 11,2              | 3,8               | −0,1              | 9,6               |
| Середня температура, °C | −8,7              | −8,3              | −5,1              | −0,6              | 4,9               | 10,2              | 13,3              | 12,3              | 8,4               | 3,4               | −3,1              | −7,5              | 1,6               |
| Середній мінімум, °C    | −16,4             | −16,6             | −13,2             | −7,9              | −2,6              | 1,6               | 4,5               | 3,8               | −0,1              | −4,2              | −9,9              | −14,8             | −6,3              |
| Абсолютний мінімум, °C  | −48,3             | −45               | −42,2             | −30               | −19,4             | −8,3              | −3,9              | −5                | −15,6             | −22,8             | −35,6             | −42,8             | −48,3             |
| Норма опадів, мм        | 36                | 36                | 42                | 42                | 38                | 30                | 48                | 48                | 34                | 28                | 30                | 34                | 445               |
| Днів з опадами          | 9                 | 9                 | 10                | 9                 | 9                 | 8                 | 12                | 12                | 8                 | 6                 | 7                 | 8                 | 107               |
| Днів зі снігом          | 7,3               | 7,5               | 8,8               | 7,1               | 2,2               | 0,1               | 0                 | 0                 | 0,5               | 2,4               | 6,6               | 6,8               | 49,3              |
| ----------------------- | ----------------- | ----------------- | ----------------- | ----------------- | ----------------- | ----------------- | ----------------- | ----------------- | ----------------- | ----------------- | ----------------- | ----------------- | ----------------- |
| Джерело: Weatherbase    |                   |                   |                   |                   |                   |                   |                   |                   |                   |                   |                   |                   |                   |

## Демографія
Згідно з переписом 2010 року, у переписній місцевості мешкала 261 особа в 125 домогосподарствах у складі 71 родини. Густота населення становила 46 осіб/км².  Було 134 помешкання (24/км²).
Расовий склад населення:
| - 93,5 % — білих - 2,3 % — азіатів - 1,5 % — чорних або афроамериканців |

До двох чи більше рас належало 1,9 %. Частка іспаномовних становила 0,8 % від усіх жителів.
За віковим діапазоном населення розподілялося таким чином: 15,3 % — особи молодші 18 років, 67,8 % — особи у віці 18—64 років, 16,9 % — особи у віці 65 років та старші. Медіана віку мешканця становила 51,3 року. На 100 осіб жіночої статі у переписній місцевості припадало 112,2 чоловіків;  на 100 жінок у віці від 18 років та старших — 116,7 чоловіків також старших 18 років.
Середній дохід на одне домашнє господарство  становив 102 220 доларів США (медіана — 88 854), а середній дохід на одну сім'ю — 109 645 доларів (медіана — 91 635). За межею бідності перебувало 19,0 % осіб, у тому числі 0,0 % дітей у віці до 18 років та 0,0 % осіб у віці 65 років та старших.
Цивільне працевлаштоване населення становило 220 осіб. Основні галузі зайнятості: освіта, охорона здоров'я та соціальна допомога — 63,2 %, транспорт — 17,7 %, оптова торгівля — 12,7 %.